# Oskar Krabbe
Oskar Krabbe, född 5 november 1871 i Tavastehus, död 11 december 1951, var en finländsk skådespelare. Han medverkade som skådespelare i Nuori luotsi (1913), Verettömät (1913) och Kesä (1915).